# EL-CO
EL-CO este o companie producătoare de componente electrice din Târgu Secuiesc.
A fost înființată în anul 1975, sub numele de Fabrica de Izolatori Electrici din Târgu-Secuiesc.
Compania produce aparatură de joasă tensiune: prize, întrerupătoare și siguranțe electrice, precum și porțelan electrotehnic.
De asemenea produce și radiatoare electrice.
Cifra de afaceri:
| Anul         | 2009 | 2008 |
| ------------ | ---- | ---- |
| milioane lei | 25   | 40   |